# 蔡光天
蔡光天（1922年—2010年），男，上海崇明人，中国教育家，曾任第六、七、八届全国政协委员。